# Jacinta och Francisco Marto
Jacinta och Francisco Marto var två portugisiska herdebarn från Aljustrel som, tillsammans med sin kusin Lúcia dos Santos, 1916 erfor flera uppenbarelser av en ängel och året därpå, 1917, flera uppenbarelser av Jungfru Maria utanför staden Fátima i distriktet Santarém i centrala Portugal (Vår Fru av Fátima). Jacinta och Francisco Marto helgonförklarades av påve Franciskus den 13 maj 2017.

## Biografi

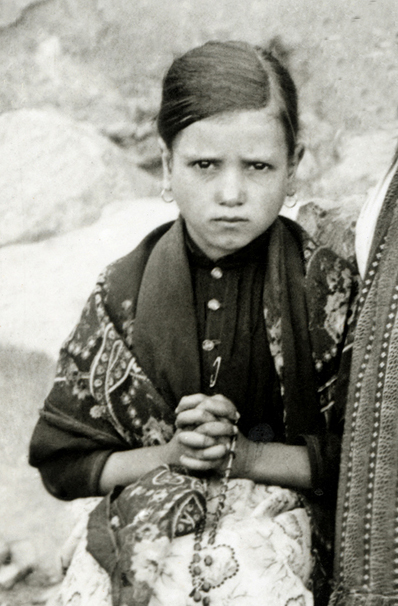
Jacinta Marto, 1917

Jacinta, född 5 mars 1910, död 20 februari 1920, och hennes bror Francisco, född 11 juni 1908, död 4 april 1919, var de yngsta barnen till Manuel och Olimpia Marto, och hade till syssla att sköta och valla familjens får. från den 13 maj till den 13 oktober 1917 upplevde de tre barnen flera uppenbarelser av jungfru Maria på en äng, kallad Cova da Iria, vid Aljustrel, en dryg kilometer utanför Fátima.
Jacinta och Francisco Marto insjuknade i spanska sjukan och dog som barn. 1930 erkände Vatikanen officiellt uppenbarelserna i Fátima. Barnens helgonförklaringsprocess inleddes 1946, och den 13 maj 1989 förklarade påve Johannes Paulus II Jacinta och Francisco som 
vördnadsvärda.
Jacinta och Francisco Marto saligförklarades den 13 maj 2000 av Johannes Paulus II då denne besökte Fátima.
Den 23 mars 2017 godkände påve Franciskus formellt det andra miraklet som anses ha skett på Jacintas och Franciscos förbön. Detta innebär att de båda kommer att helgonförklaras. Helgonförklaringen ägde rum i Fátima den 13 maj 2017.

## Bilder

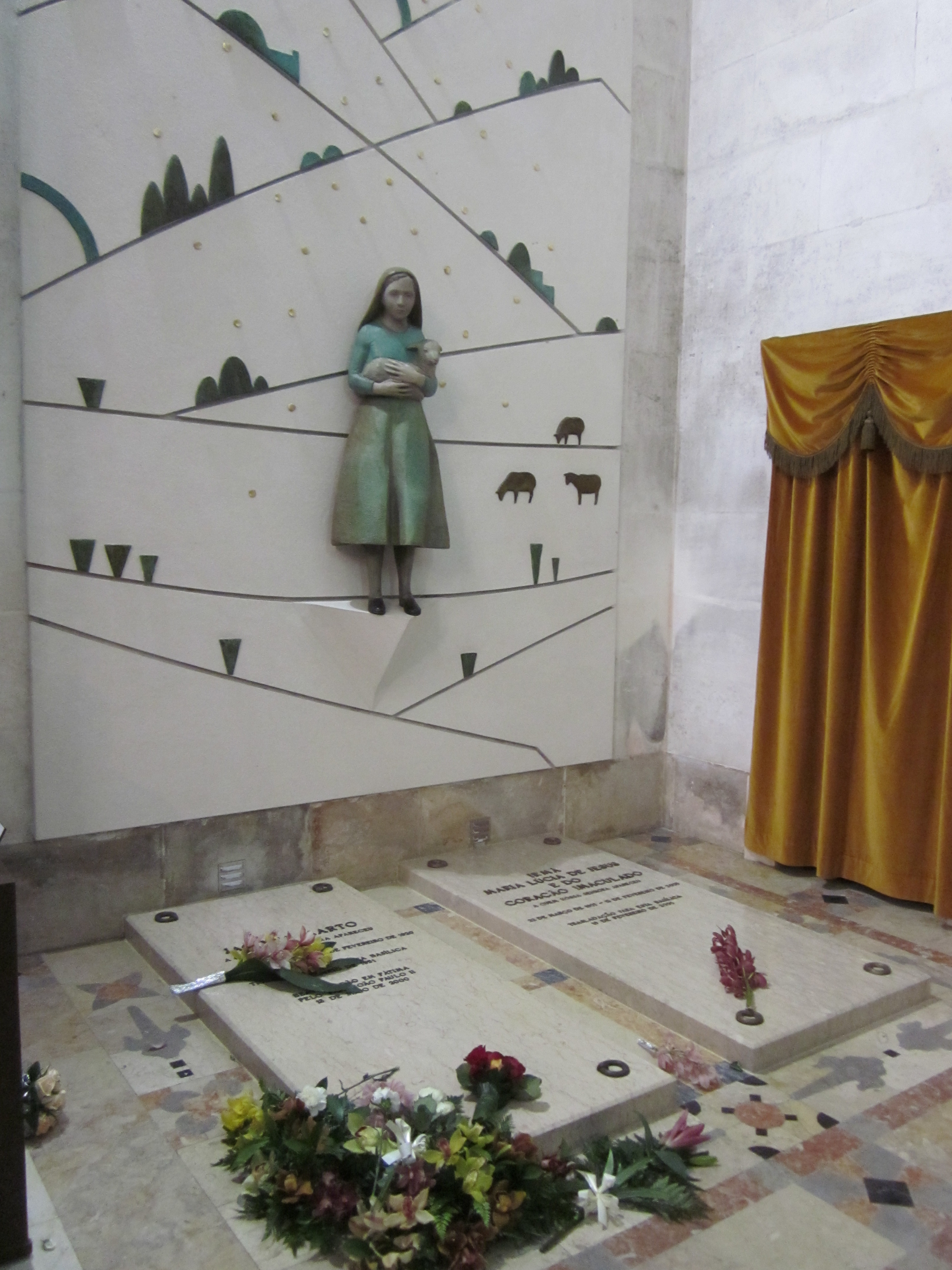
Den heliga Jacintas grav.
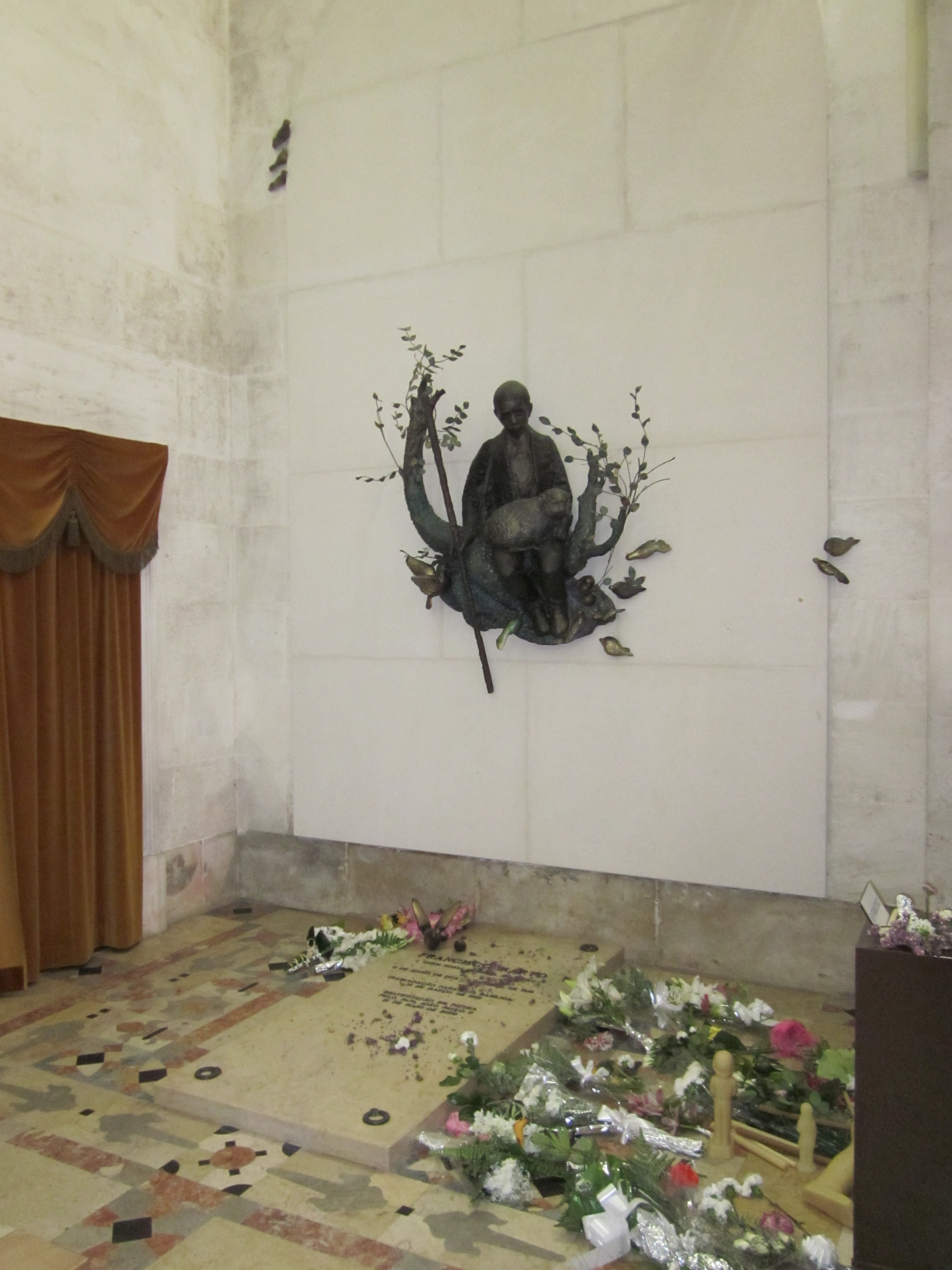
Den helige Franciscos grav.